# Артемов Віталій Павлович
Віталій Павлович Артемов (каз. Виталий Павлович Артёмов; 16 лютого 1979, Темиртау — 25 листопада 2016) — колишній казахський футболіст, що грав на позиції захисника. Виступав за національну збірну Казахстану.

## Клубна кар'єра
У дорослому футболі дебютував 1996 року виступами за команду «Булат», в якій провів три сезони, взявши участь у 18 матчах чемпіонату.
Своєю грою за цю команду привернув увагу представників тренерського штабу клубу «ЦСКА-Кайрат», до складу якого приєднався на початку 1999 року, але вже влітку перебрався до України, де виступав за першолігові «Шахтар-2» (Донецьк), «Вінницю» та «Полісся» (Житомир).
Влітку 2002 року перейшов до команди першого російського дивізіону «СКА-Енергія», проте вже наприкінці року повернувся в «Шахтар-2» (Донецьк).
Протягом сезону 2003/04 років виступав за вищолігову «Зірку» (Кіровоград), але провів лише три матчі в чемпіонаті і один в національному кубку.
2004 року уклав контракт з клубом «Кайрат», у складі якого провів наступні три роки своєї кар'єри гравця. Більшість часу, проведеного у складі «Кайрата», був основним гравцем захисту команди і у першому ж сезоні став з командою чемпіоном Казахстану.
Протягом сезлну 2008 року захищав кольори команди клубу «Астана-1964», після чого перейшов у «Шахтар» (Караганда).
Завершив професійну ігрову кар'єру у ріжному клубі «Булат». У сезоні 2012 Артемов отримав травму, через яку вирішив завершити кар'єру.
Всього в найсильнішому дивізіоні чемпіонату Казахстану з футболу провів 112 матчів, забив в них 1 м'яч.
Останнім часом Віталій Артемов працював адміністратором клубу Першої ліги «Шахтар-Булат» (Теміртау).

## Виступи за збірну
2003 року дебютував в офіційних матчах у складі національної збірної Казахстану. За два роки провів у формі головної команди країни 5 матчів. Виступав і за молодіжну збірну, в складі якої брав участь у чемпіонаті світу з футболу в 1999 році в Нігерії.

## Смерть
25 листопада 2016 року Віталій Артемов помер на 38-му році життя. Спортсмен помер після тривалої хвороби

## Досягнення
- Чемпіон Казахстану: 2004